# The Talos Principle
The Talos Principle (pronunciación en inglés: / ðə talos ˈprɪnsəpl̩/ lit. El Principio de Talos) es un videojuego de puzles filosófico en Primera Persona desarrollado por la empresa croata independiente, Croteam. y publicado por la empresa estadounidense, Devolver Digital para computadora y Bandai Namco para PlayStation 4, lanzado inicialmente de forma simultánea para los sistemas operativos de computadoras personales, Microsoft Windows, Mac OS  X y Linux en la fecha 11 de diciembre de 2014 y posteriormente para el sistema Android el 28 de mayo de 2015 y para el sistema iOS el 15 de octubre de 2017, todos estos mediante las plataformas de distribución digital Steam, Google Play y App Store respectivamente. Se realizó una Portabilidad para la videoconsola PlayStation 4 en la fecha 13 de octubre de 2015, llamada Deluxe Edition, en la cual el método de distribución de ventas es en formato físico por los Detals especializados en videojuegos.
El videojuego posee una mirada filosófica con preguntas existenciales el cual el jugador puede hacerse durante el desarrollo de la trama de este, guiado por la voz de Elohim, el protagonista, una inteligencia artificial con sentimientos, debe encontrar el significado de su existencia. Para poder llegar a estas preguntas y sus resoluciones, el videojugador debe de resolver rompecabezas en series impuestos por este dios lo cual le permitirán ir avanzando en la trama. Los desarrolladores del juego declararon que para la creación del juego se han inspirado en la obra de Philip K. Dick.
La ambientación del juego es descrita en su presentación de su página web oficial como contradictoria, debido a que los lugares en donde se desarrolla el videojuego se encuentran basados en los diseños estructurales de civilizaciones antiguas (Como la Antigua Grecia, Egipto, Roma, entre otras). sin embargo, se encuentra en estos lugares elementos de avanzada tecnología basada en la ciencia ficción disponibles para la resolución de los rompecabezas del mismo como así también sus obstáculos.
El desarrollo del videojuego no estuvo planificado desde un comienzo. Este derivó del desarrollo del Proyecto Serious Sam 4, en donde se creó el dispositivo llamado Jammer que sería útil para el jugador, el cual permitía desactivar objetos con campos de fuerza, armas y enemigos. Se probó esta herramienta con niveles creados por los desarrolladores, llegándose a la conclusión de que su mecánica resultaba divertida. Aren Ladavac, uno de los desarrolladores del videojuego, explicó este caso como un Desarrollo Reactivo. Esto por las posibilidades que podía lograr el juego durante el desarrollo del mismo.
Las críticas del videojuego han sido mayoritariamente positivas, el sitio web metacritic entrega una puntuación de 85 de 100, basado en 57 críticas, en sus reconocimientos se encuentra como el 14° mejor juego del 2014 y el 6° juego más compartido de dicho año.